# پیپت زرین
پیپت زرین (Tmetothylacus tenellus) یک پیپت متمایز از علفزارهای خشک، ساوانا و درختچه‌زارها در شرق آفریقا است. بومی اتیوپی، کنیا، سومالی، سودان جنوبی، تانزانیا و اوگاندا است و به صورت سرگردان در عمان، آفریقای جنوبی و زیمبابوه وجود داشته است.